# Château de Montrottier
Le château de Montrottier [mɔ̃tʁɔtje] est une ancienne maison forte, du XIIIe siècle, remaniée plusieurs fois et restaurée au XIXe siècle, qui se dresse sur la commune de Lovagny dans le département de la Haute-Savoie en région Auvergne-Rhône-Alpes, à une dizaine de kilomètres à l'ouest d'Annecy, près des gorges du Fier.

## Situation
Le château de Montrottier est situé dans le département français de la Haute-Savoie sur la commune de Lovagny, dans l'avant-pays savoyard. Il se dresse à 1 kilomètre au sud-est du bourg sur une colline de 445 mètres d'altitude qui domine toute la contrée. Du chemin de ronde, la vue embrasse la campagne vallonnée et s'étend au-delà des montagnes qui dominent le lac d'Annecy jusqu'au Mont Blanc.
Élevé sur un piton rocheux qu'encercle l'ancien lit du Fier ; « la Grande-Fosse », il surveillait le passage de la rivière Le Fier sur la route reliant Chambéry à Genève.

## Historique

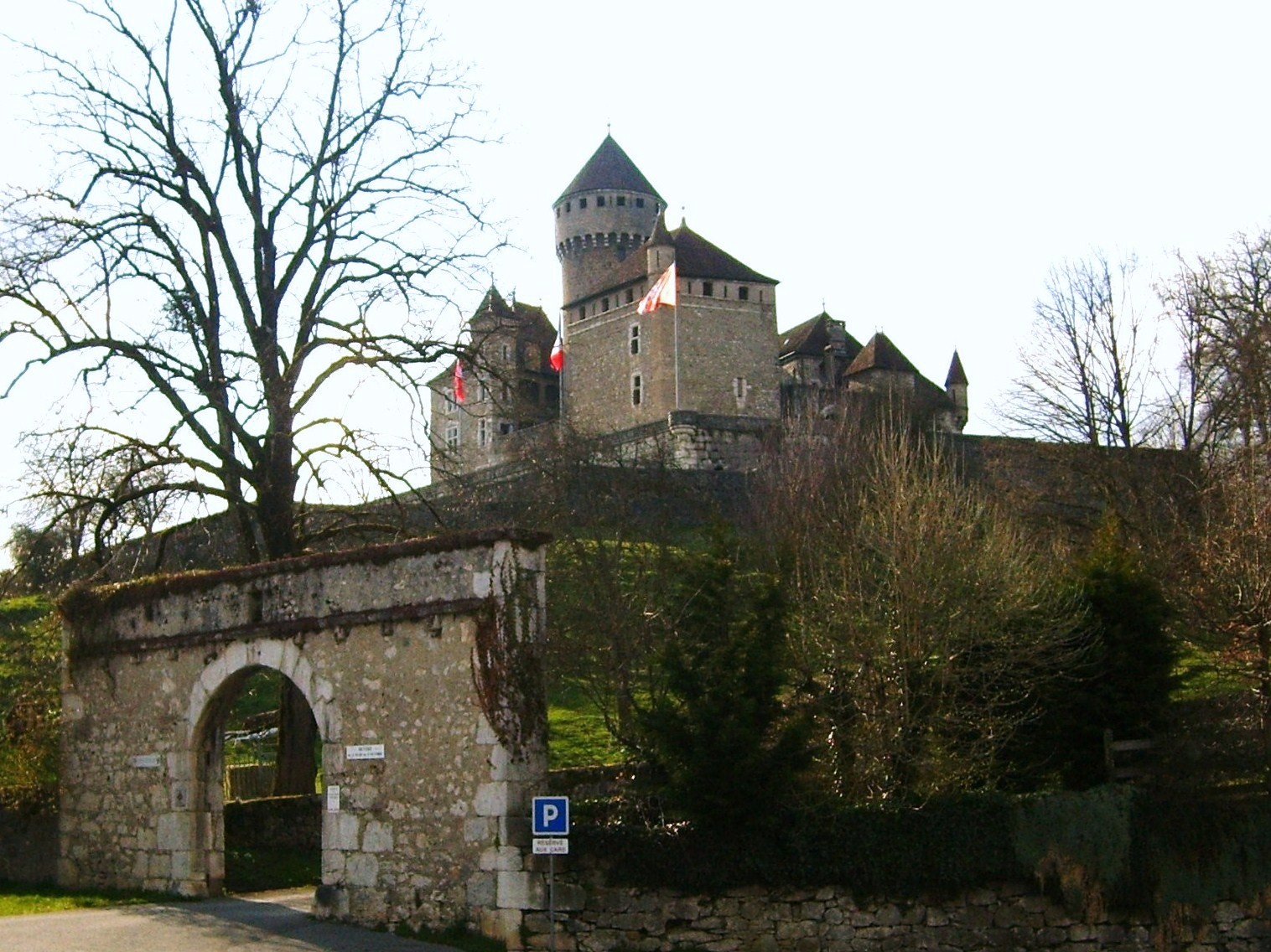
Château de Montrottier

Armoiries de la branche des Menthon-Montrottier

Le site aurait été occupé probablement à l'époque romaine ou sarrasine avec un poste de défense.[réf. nécessaire]
Les bâtiments du château sont édifiés entre les XIIIe et XVe siècles, avec des ajouts aux XIXe et XXe siècles.
En 1263, la famille de Montrottier est citée dans un acte signé à Lovagny. Cette famille le tient soit des mains des comtes de Genève ou des sires de Pontverre. En 1266, le château échoit à la famille de Grésy. Le dernier du nom le donne en 1425, à Amédée VIII de Savoie, qui le vend deux ans plus tard, le 19 mars 1427, à Pierre de Menthon, Bailli du Genevois, conseiller et ambassadeur de Savoie à Paris en 1417, à Rome en 1432 et à Gênes en 1441, du duc de Savoie Amédée VIII, contre une somme de 9 000 florins. Cette acquisition donne naissance à la branche des Menthon-Montrottier. Pierre de Menthon fait faire des travaux de construction et de rénovation. Il meurt au château, le 31 mars 1455, d'une blessure occasionnée à Chambéry à la suite d'un duel avec Jean de Compey.
La famille de Menthon-Montrottier conserve le château jusqu'à la Révolution et voit ses terres érigées en baronnie en 1596 et le 1er juin 1632 le duc Victor-Amédée, l'érige en comté.
En 1796, il est vendu comme bien national à un consortium genevois puis à Bénédict Dufour, qui le laisse en héritage à son fils Guillaume Henri Dufour. La famille Dufour le vend en 1839 au baron Jules de Rochette, dont l'épouse effectuera aussi d'importants travaux, en remaniant le « Logis des Comtes » et en remplaçant l'escalier du « Logis des Chevaliers » par un escalier d'honneur.
Il est vendu en 1876 à Victor Frerejean, maître de forges, ancien président de la Chambre de commerce de Lyon, chevalier de la Légion d'honneur et officier de l'ordre équestre du Saint-Sépulcre de Jérusalem, qui achève le grand escalier.
En 1906, par le décès de Marie-Louise Marès, veuve de Georges Frèrejean, le château devient la propriété de Léon Marès, un grand collectionneur d'objets d'art. Léon Marès meurt au château de Montrottier le 14 août 1916. Il institue comme légataire du château et du domaine de Montrottier l'Académie florimontane, dont il est membre depuis 1909.[réf. nécessaire]
L’Académie prend alors possession du domaine en 1919.[réf. nécessaire]
Elle organise l’ouverture du château aux publics et l’aménagement des collections riches et variées conformément aux dispositions testamentaires sous la direction du premier conservateur Joseph Serand.

## Description

### Château

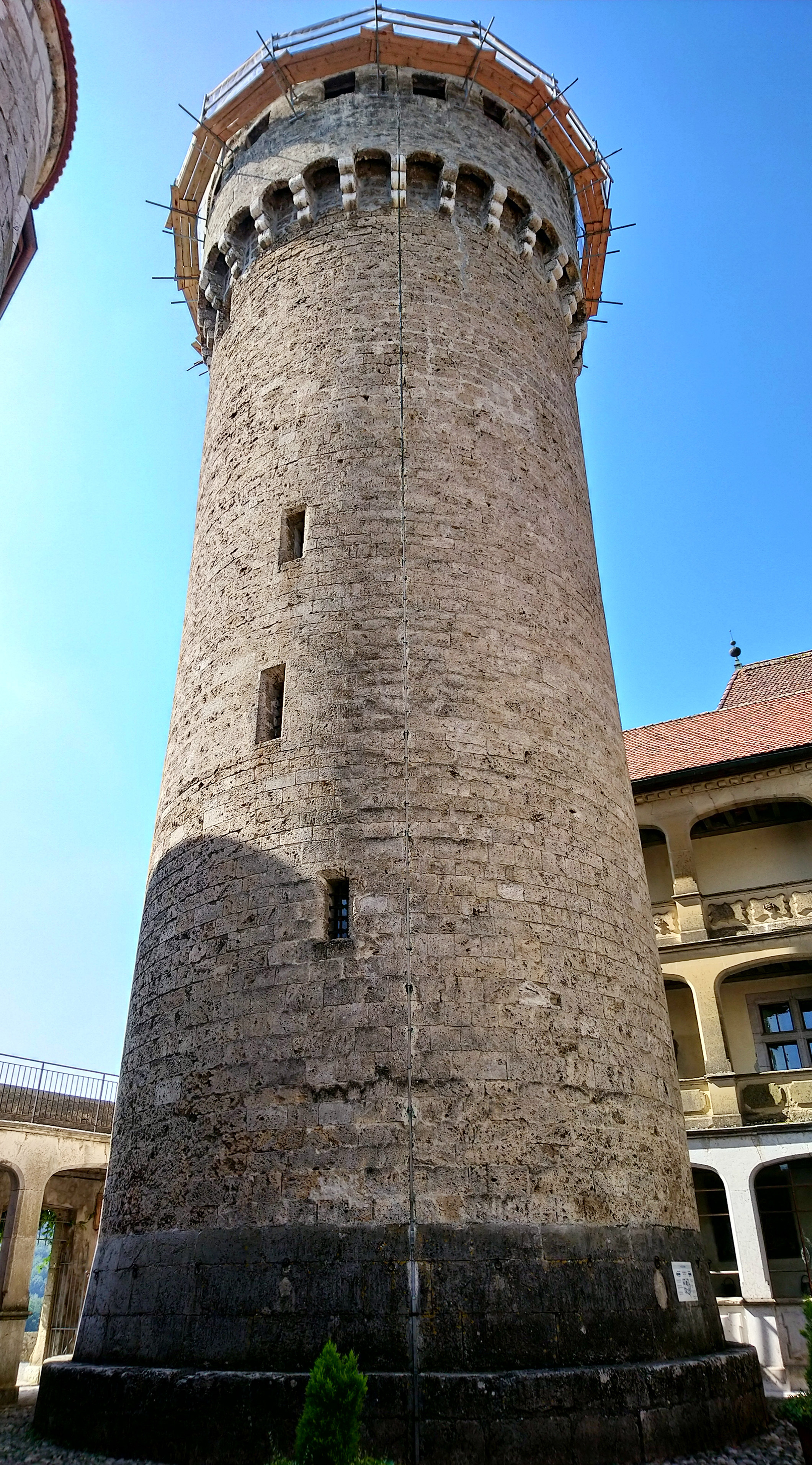
La tour du château de Montrottier.

Le château de Montrottier se présente sous la forme d'une enceinte pentagonale construite au XIIIe siècle, qui épouse la forme du terrain, protégée au nord par les gorges du Fier, autour d'un donjon cylindrique isolé dans une cour, d'une tour carrée, la « Tour des religieuses », des logis grands et petits ainsi qu'un bâtiment pour le corps des gardes. Cet ensemble constitue un bel exemple de l'architecture médiévale savoyarde ; les logis et la tour datant du XVe siècle et réemploient des éléments des XIIIe et XIVe siècles.
C'est à Pierre de Menthon que l'on doit la construction du « Logis des chevaliers », du « Logis des Comtes », et du donjon cylindrique surmonté de mâchicoulis. Ce dernier est construit après 1425, en blocage de cailloux roulés, briques et gravier, et son appareil est constitué de moellons de tuf. Haut de 35,6 mètres, il a des murs épais de plus de 3 mètres à sa base qui est construite en gros appareil et talutée en forme de tronc de cône. Comptant cinq étages planchéiés, il est accessible par une passerelle de bois depuis le premier étage du « Logis des Comtes » située à 4 mètres du sol. Un escalier de 87 marches mène à son sommet, d’où l'on a une vue remarquable. Quant aux mâchicoulis, qui en compose le couronnement, ils reposent sur une rangée de corbeaux triples et dont les trois merlons qui dominent la route au sud-est sont percés de bouches à feu circulaires.
Pierre de Menthon fait aussi effectuer la réfection des courtines.
On accède à la cour du château par une porte de facture récente. À l'intérieur, outre le donjon, en face on voit le petit et grand logis. Ces deux bâtiments qu'éclairent des fenêtres à meneaux ont été restaurés en 1860 dans un style Renaissance. Une courtine les relies à la « Tour des Religieuses », qui est le bâtiment le plus ancien du château et dont le gros œuvre remonte au XIIIe ou XIVe siècle, dressé à l'angle sud-ouest. C'est un logis rectangulaire, dont l'un des angles est muni d'une échauguette, de 8,50 × 12,50 mètres de côté crénelée. Sa base percée d'archères a une épaisseur côté extérieur de 3 mètres et côté cour de 1 mètre. Ses poutres ne furent pas incrustées dans les murs mais seulement posées sur des corbeaux, afin d'évacuer l'humidité et permettre un changement plus facile. Il est à noter que les créneaux sont de dimensions inégales. Au XIVe siècle on a ajouté une tourelle d'angle à cette dernière ; elle abrite un escalier à limon suspendu. L’accès à la tour se fait par une porte ogivale et ouvre sur une pièce qui dut servir de corps de garde, et qui devait abriter des pièces d'artillerie, comme le laisse supposer les larges ouvertures dont est percée la muraille. Après avoir emprunté l'escalier on atteint une première salle dite « Salle des Armes » et au deuxième étage la salle dite « Salle Orientale ».
Bordant la cour au nord et à l'ouest, le « grand logis » est composé d'un corps de trois bâtiments. Le premier abrite la « Salle des Chevaliers » ; c'est l'ancienne salle de réception du château, bâti à la fin du XIVe siècle. Cette salle rectangulaire mesure 8,50 × 17,50 mètres et a des murs épais de 1,70 mètre. Elle s'éclaire par des fenêtres à croisillons Renaissance et voit sa porte d'accès surmontée des armoiries des Menthon-Montrottier. À l'intérieur on peut y voir un plafond boisé divisé en dix-huit caissons ; modèle en vogue aux XIVe et XVe siècles et que l'on retrouve au château de Chillon, ainsi qu'une cheminée placée en face de la porte. Au premier étage de cette salle le linteau de la porte portait autrefois la date de 1344. Les autres bâtiments ont au XIXe siècle très restaurés. Le château bénéficia des innovations qui portèrent sur les enceintes et on dota la forteresse d'un mur-bouclier formant un angle de 140°.

### Collections
Le château contient de vastes collections d'armes et d'armures, de faïences, porcelaines et verreries, de tapisseries (dont des tapisseries des Flandres), de meubles d'époque, de dentelles, ainsi qu'une collection d'objets rares d'Extrême-Orient et d'Afrique, réunis par Léon Marès, l'un des derniers grands collectionneurs de la fin du XIXe siècle.
Cette collection a reçu en 2003 l’appellation « musée de France » en application de la loi du 4 janvier 2002 relative aux musées de France, codifié au livre IV du Code Patrimoine.[réf. nécessaire]
Elle compte par exemple :
Quatre bas-reliefs en bronze datant de la Renaissance allemande de Peter et Hans Vicher, célèbres fondeurs à Nuremberg au XVIe siècle. Cinq tapisseries murales, manufacture bruxelloise, époque Louis XV, représentant la chasse : chasse au cerf, chasse au sanglier, chasse au lièvre, chasse au loup, chasse au renard. Un groupe sculpté. Vierge de pitié avec Saint Jean et Sainte Marie Madeleine, XVe siècle. Une statue Pietà dite grande pietà bois polychrome et doré XVe siècle. Une statue Pietà dite petite pietà bois polychrome et doré XV° siècle. Une statue de la Vierge en majesté bois polychrome XIIIe siècle et XIVe siècle. Un coffre aux armes de France XVe siècle. Un ensemble de tableaux dont une représentation de l’église Notre Dame de Liesse à la période révolutionnaire.

Quelques photos extérieures du Château de Montrottier
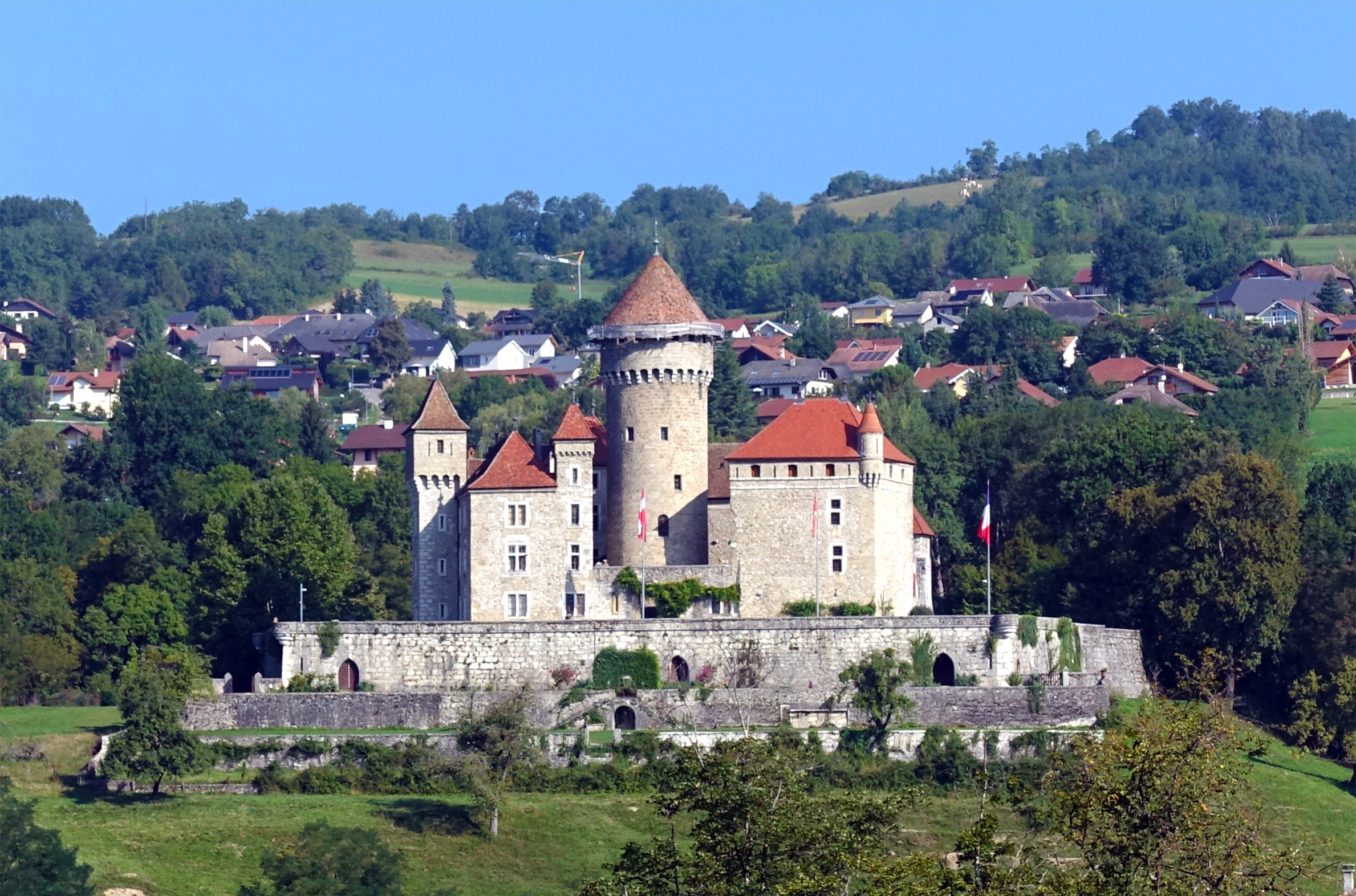
Vue du château depuis les collines.
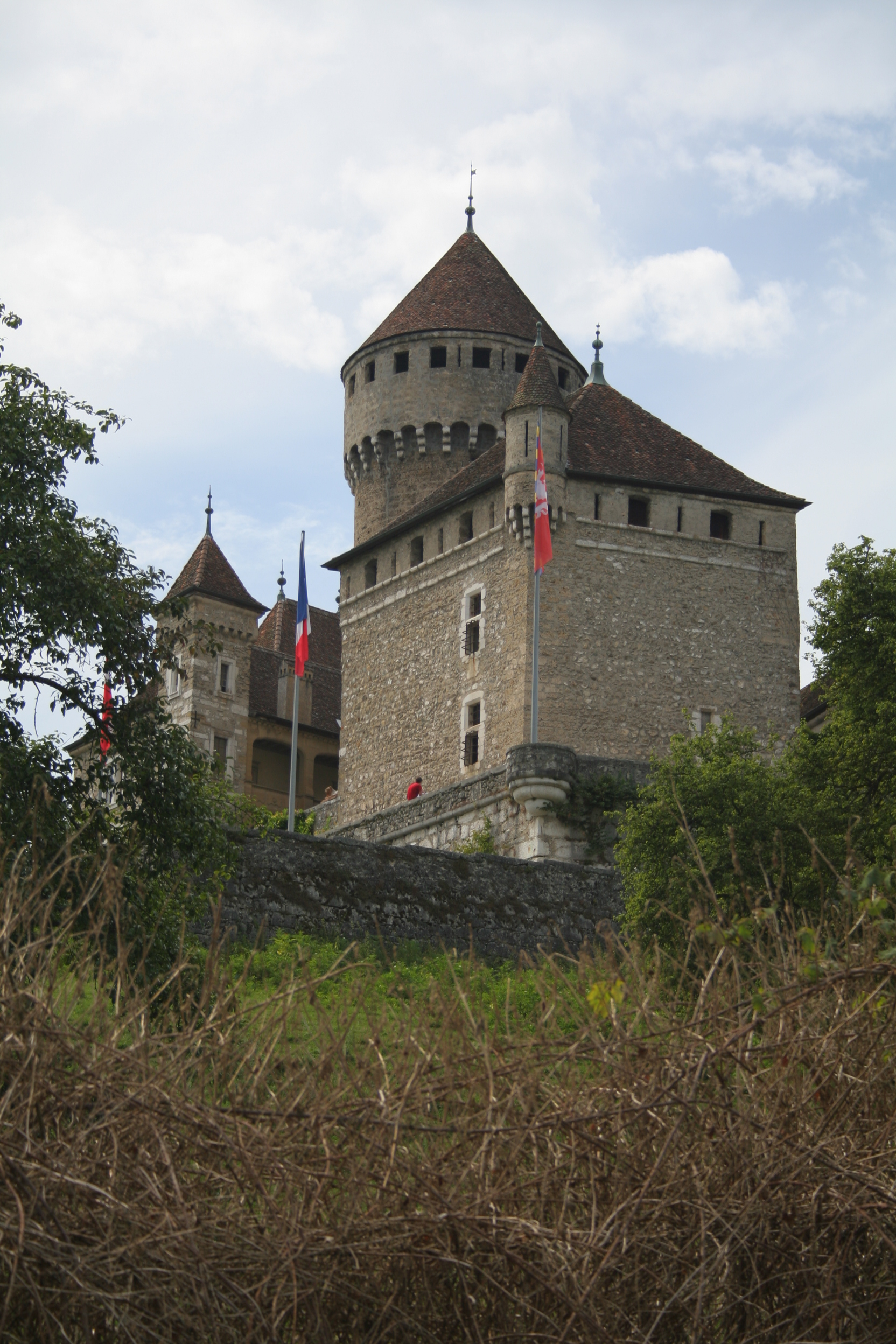
La Tour du château.
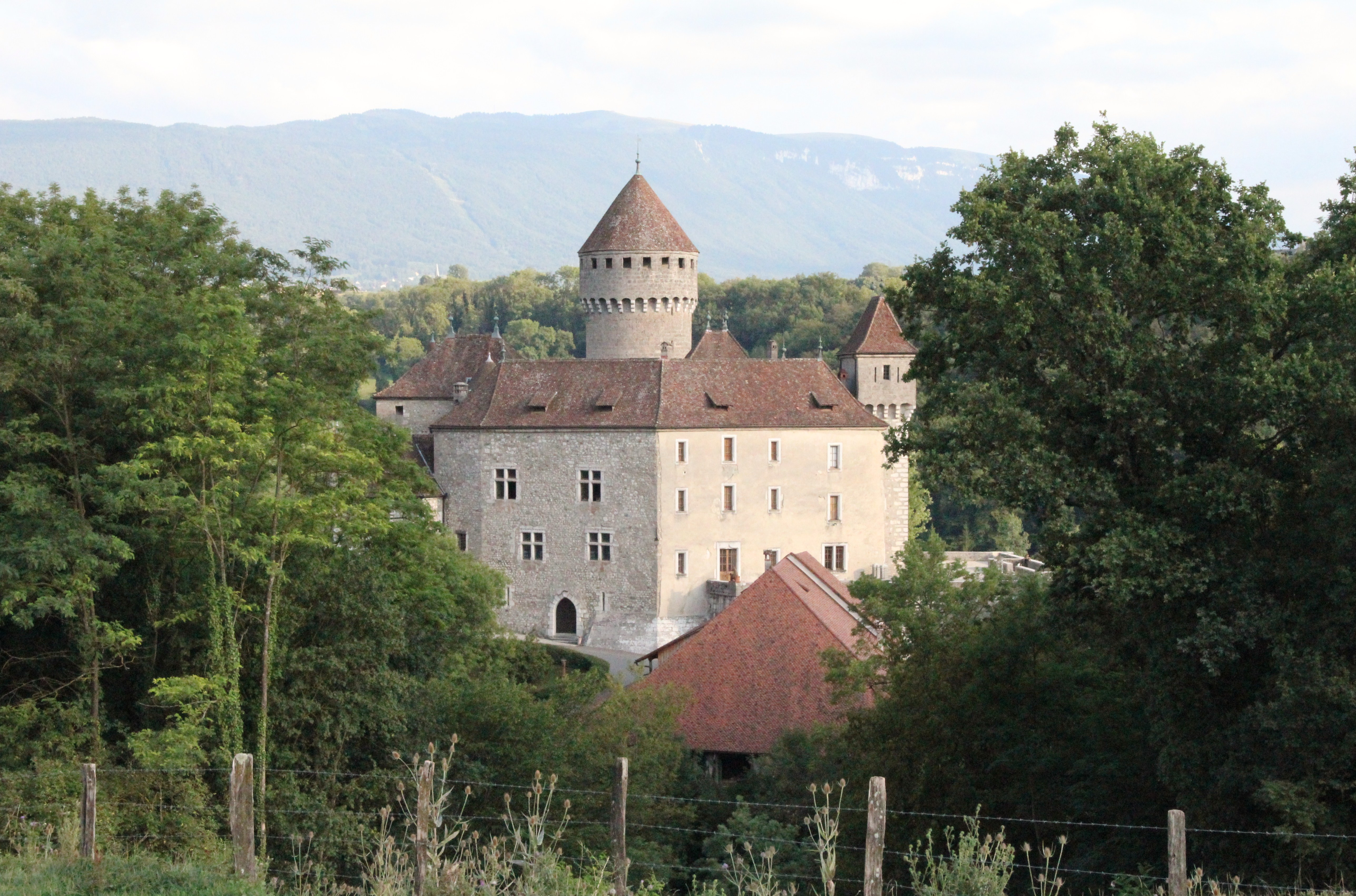
Vue rapprochée du château.
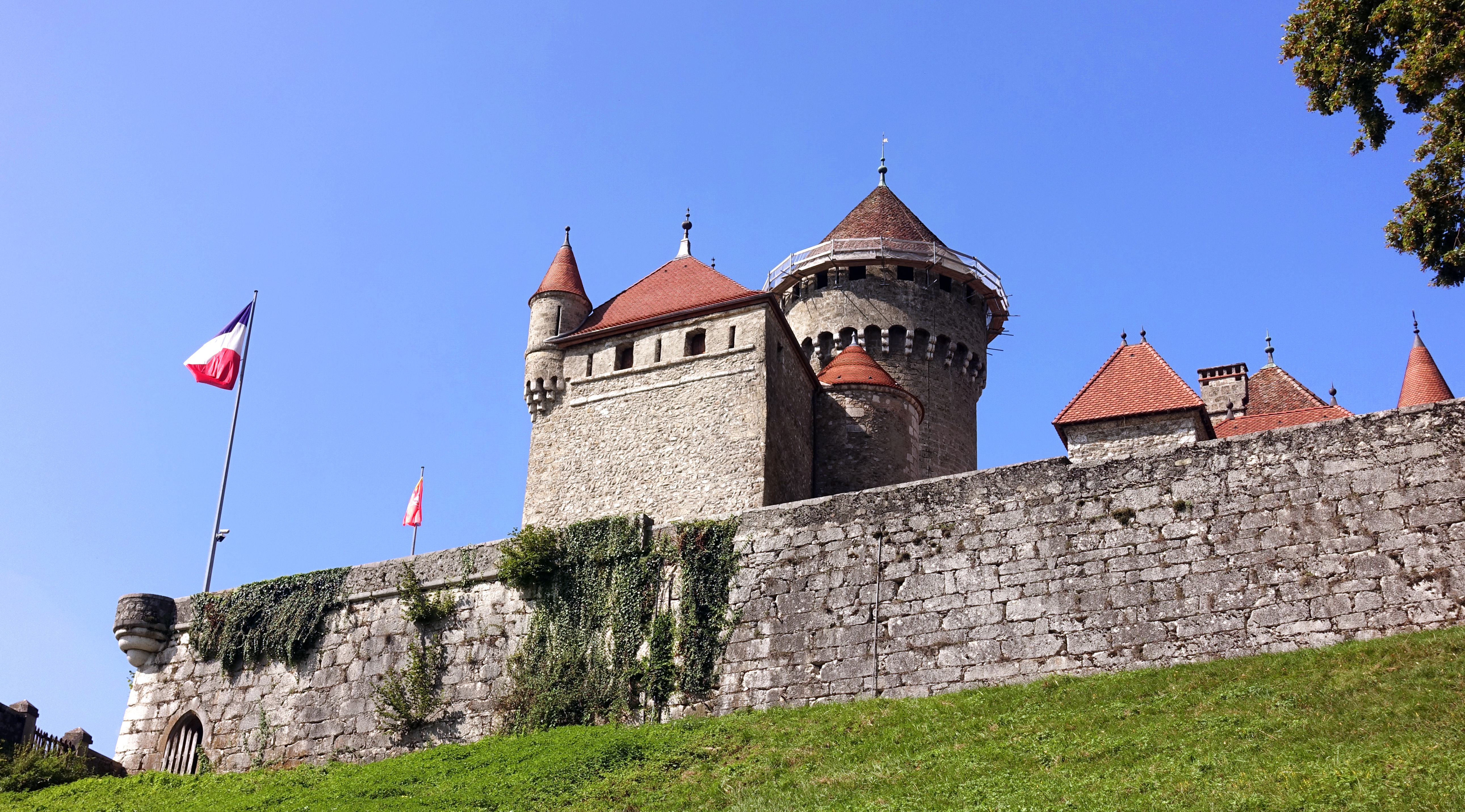
Vue en contrebas du château.

### Parc et jardins
Au temps de la famille de Rochette (1839-1876), avec le concours de l'architecte Francis Delimoges, les terrasses ont été  aménagées, ont été  construits des serres aujourd’hui disparues et trois jardins successifs sur chacun des niveaux avec un escalier pour les desservir. L'Académie florimontane travaille en étroite collaboration avec le corps des architectes des Bâtiments de France pour l'aménagement de l'entretien du domaine.

## Publication
L'Académie florimontane publie, dès 1949, les recherches et travaux de Joseph Serand et celles de Julien Coppier sur le château de Montrottier, ses collections, les propriétaires successifs et la vie de Léon Mares. Chaque année figure dans la Revue Savoisienne, une rubrique qui regroupe toutes ces informations et recherches. Jusqu'en 2022 cette rubrique était tenue par Julien Coppier sous les termes Les Glanes et La lettre de Montrottier, à la suite de Marie-Claire Courtial. 

## Protection
Au titre des monuments historiques ; le donjon, le corps de logis des Chevaliers et la tour de la Religieuse font l’objet d’un classement par arrêté du 1er septembre 1919 ; les terrains entourant le château font l’objet d’un classement par arrêté du 5 janvier 1935 ; la ferme et les bâtiments composant le château à l’exception des parties classées font l’objet d’une inscription partielle par arrêté du 3 novembre 1987.